# Fauske (gemeente)
Fauske (Lule-Samisch: Fuossko) is een gemeente in de Noorse provincie Nordland. De gemeente telde 9729 inwoners in januari 2017. In het zuiden ligt Mo i Rana en Saltdal, in het westen Bodø.
Er vertrokken in 2004 379 personen en er vestigden zich 317 personen in Fauske. De gemeenteregistratie telde 10 personen met (van oorsprong) de Nederlandse nationaliteit.

## Plaatsen in de gemeente
- Fauske
- Strømsnes
- Sulitjelma

Alstahaug · Andøy · Beiarn · Bindal · Bø · Bodø · Brønnøy · Dønna · Evenes · Fauske · Flakstad · Gildeskål · Grane · Hadsel · Hamarøy · Hattfjelldal · Hemnes · Herøy · Leirfjord · Lødingen · Lurøy · Meløy · Moskenes · Narvik · Nesna · Øksnes · Rana · Rødøy · Røst · Saltdal · Sømna · Sørfold · Sortland · Steigen · Træna · Værøy · Vågan · Vefsn · Vega · Vestvågøy · Vevelstad

Fylker van Noorwegen